# EMPACT-Syndrom
Das EMPACT-Syndrom, ein Akronym für Erythema exsudativum Multiforme durch Phenytoin And (und) Craniale StrahlenTherapie, ist eine akute entzündliche Reaktion der Haut auf eine Bestrahlung des Kopfes bei gleichzeitiger Gabe des Arzneimittels Phenytoin, das gegen Krampfanfälle eingesetzt wird.
Die Bezeichnung wurde erstmals im Jahre 2004 von I. Ahmed und Mitarbeitern vorgeschlagen für das Auftreten eines Erythema multiforme bei einer Bestrahlungstherapie des Gehirnschädels unter Einnahme von Phenytoin.
Das Phänomen wurde auch unter Phenobarbital beobachtet.
Differential-diagnostisch abzugrenzen ist das DRESS-Syndrom.